# Оглесбі (Іллінойс)
Оглесбі (англ. Oglesby) — місто (англ. city) в США, в окрузі Ла-Салл штату Іллінойс. Населення — 3712 особи (2020).

## Географія
Оглесбі розташоване за координатами 41°17′45″ пн. ш. 89°4′9″ зх. д. / 41.29583° пн. ш. 89.06917° зх. д. (41.295805, -89.069293).  За даними Бюро перепису населення США в 2010 році місто мало площу 10,65 км², уся площа — суходіл.

## Демографія
Згідно з переписом 2010 року, у місті мешкала 3791 особа в 1599 домогосподарствах у складі 1030 родин. Густота населення становила 356 осіб/км².  Було 1760 помешкань (165/км²).
Расовий склад населення:
| - 95,7 % — білих - 0,7 % — азіатів - 0,4 % — чорних або афроамериканців - 0,1 % — корінних американців - 1,4 % — осіб інших рас |

До двох чи більше рас належало 1,7 %. Частка іспаномовних становила 6,5 % від усіх жителів.
За віковим діапазоном населення розподілялося таким чином: 24,2 % — особи молодші 18 років, 58,3 % — особи у віці 18—64 років, 17,5 % — особи у віці 65 років та старші. Медіана віку мешканця становила 39,4 року. На 100 осіб жіночої статі у місті припадало 93,9 чоловіків;  на 100 жінок у віці від 18 років та старших — 91,4 чоловіків також старших 18 років.
Середній дохід на одне домашнє господарство  становив 62 025 доларів США (медіана — 52 611), а середній дохід на одну сім'ю — 77 630 доларів (медіана — 69 271). Медіана доходів становила 52 759 доларів для чоловіків та 37 632 долари для жінок. За межею бідності перебувало 7,5 % осіб, у тому числі 7,0 % дітей у віці до 18 років та 3,7 % осіб у віці 65 років та старших.
Цивільне працевлаштоване населення становило 1850 осіб. Основні галузі зайнятості: освіта, охорона здоров'я та соціальна допомога — 22,5 %, виробництво — 14,9 %, роздрібна торгівля — 14,2 %.